# Tiếng Ả Rập Ai Cập
Tiếng Ả Rập Ai Cập, ở địa phương gọi là Ai Cập thông tục (tiếng Ả Rập: العامية المصرية, [el.ʕæmˈmejjæ l.mɑsˤˈɾejjɑ]), hoặc đơn giản là Masri (cũng viết Masry) (مَصرى), là một phương ngữ của tiếng Ả Rập. Nó là phương ngữ tiếng Ả Rập được nói nhiều nhất ở Ai Cập.
Nó là một phần của ngữ hệ Phi-Á, và có nguồn gốc từ đồng bằng sông Nile ở Hạ Ai Cập. Tiếng Ả Rập Ai Cập phát triển từ tiếng Ả Rập Quranic được đưa đến Ai Cập trong cuộc chinh phục của người Hồi giáo vào thế kỷ thứ bảy sau Công nguyên nhằm mục đích truyền bá đức tin Hồi giáo trong người Ai Cập. Cấu trúc ngữ pháp của tiếng Ả Rập Ai Cập bị ảnh hưởng bởi ngôn ngữ Coptic của Ai Cập vốn là ngôn ngữ mẹ đẻ của đại đa số người Ai Cập ở Thung lũng sông Nile trước cuộc chinh phục của người Hồi giáo.. Bản thân phương ngữ này sau đó cũng bị ảnh hưởng ở một mức độ nhỏ hơn bởi các ngôn ngữ châu Âu thuộc địa và nước ngoài như tiếng Pháp, tiếng Ý, tiếng Hy Lạp, tiếng Thổ Nhĩ Kỳ Ottoman và tiếng Anh. 100 triệu người Ai Cập nói liên tục các phương ngữ, trong đó Cairo là nổi bật nhất. Nó cũng được hiểu ở hầu hết các quốc gia nói tiếng Ả Rập do ảnh hưởng rộng lớn của Ai Cập trong khu vực, bao gồm thông qua điện ảnh Ai Cập và âm nhạc Ai Cập. Những yếu tố này giúp làm cho nó được nói rộng rãi nhất và cho đến nay là loại tiếng Ả Rập được nghiên cứu rộng rãi nhất.
Mặc dù chủ yếu là ngôn ngữ nói, nhưng dạng viết được sử dụng trong tiểu thuyết, kịch và thơ (văn học bản ngữ), cũng như trong truyện tranh, quảng cáo, một số tờ báo và bản chuyển soạn của các bài hát nổi tiếng. Trong hầu hết các phương tiện truyền thông viết khác và trong báo cáo tin tức trên đài phát thanh và truyền hình, tiếng Ả Rập chuẩn được sử dụng. Tiếng Ả Rập chuẩn là một ngôn ngữ được tiêu chuẩn hóa dựa trên ngôn ngữ của Qur'an, tức là, tiếng Ả Rập cổ điển. Tiếng Ai Cập bản địa hầu như được viết phổ biến bằng bảng chữ cái Ả Rập để sử dụng tại địa phương, mặc dù nó thường được phiên âm sang các chữ cái Latinh hoặc trong Bảng chữ cái phiên âm quốc tế trong văn bản ngôn ngữ học và sách giáo khoa nhằm giảng dạy cho người học không phải là người bản ngữ. 